# 27e législature de la Saskatchewan
La 27e législature de la Saskatchewan est élue lors des élections générales de novembre 2011. Le Parti saskatchewanais est au pouvoir avec Brad Wall à titre de Premier ministre.
Le rôle de chef de l'opposition officielle est assumé par John Nilson du Nouveau Parti démocratique jusqu'en 2013 et ensuite par le nouveau chef, Cam Broten.

## Membres du Parlement
Les membres du Parlement suivants sont élus à la suite de l'élection de 2011 :
|  | Circonscription électorale | Membre            | Parti           |
|  | -------------------------- | ----------------- | --------------- |
|  | Arm River-Watrous          | Greg Brkich       | Saskatchewanais |
|  | Athabasca                  | Buckley Belanger  | Néo-démocrate   |
|  | Batoche                    | Delbert Kirsch    | Saskatchewanais |
|  | Biggar                     | Randy Weekes      | Saskatchewanais |
|  | Cannington                 | Dan D'Autremont   | Saskatchewanais |
|  | Canora-Pelly               | Ken Krawetz       | Saskatchewanais |
|  | Carrot River Valley        | Fred Bradshaw     | Saskatchewanais |
|  | Cumberland                 | Doyle Vermette    | Néo-démocrate   |
|  | Cut Knife-Turtleford       | Larry Doke        | Saskatchewanais |
|  | Cypress Hills              | Wayne Elhard      | Saskatchewanais |
|  | Estevan                    | Doreen Eagles     | Saskatchewanais |
|  | Humboldt                   | Donna Harpauer    | Saskatchewanais |
|  | Indian Head-Milestone      | Don McMorris      | Saskatchewanais |
|  | Kelvington-Wadena          | June Draude       | Saskatchewanais |
|  | Kindersley                 | Bill Boyd         | Saskatchewanais |
|  | Last Mountain-Touchwood    | Glen Hart         | Saskatchewanais |
|  | Lloydminster               | Tim McMillan      | Saskatchewanais |
|  | Lloydminster               | Colleen Young     | Saskatchewanais |
|  | Martensville               | Nancy Heppner     | Saskatchewanais |
|  | Meadow Lake                | Jeremy Harrison   | Saskatchewanais |
|  | Melfort                    | Kevin Phillips    | Saskatchewanais |
|  | Melville-Saltcoats         | Bob Bjornerud     | Saskatchewanais |
|  | Moose Jaw North            | Warren Michelson  | Saskatchewanais |
|  | Moose Jaw Wakamow          | Greg Lawrence     | Néo-démocrate   |
|  | Moosomin                   | Don Toth          | Saskatchewanais |
|  | Prince Albert Carlton      | Darryl Hickie     | Saskatchewanais |
|  | Prince Albert Northcote    | Victoria Jurgens  | Saskatchewanais |
|  | Regina Coronation Park     | Mark Docherty     | Saskatchewanais |
|  | Regina Dewdney             | Gene Makowsky     | Saskatchewanais |
|  | Regina Douglas Park        | Russ Marchuk      | Saskatchewanais |
|  | Regina Elphinstone-Centre  | Warren McCall     | Néo-démocrate   |
|  | Regina Lakeview            | Jeremy Harrison   | Néo-démocrate   |
|  | Regina Northeast           | Kevin Doherty     | Saskatchewanais |
|  | Regina Qu'Appelle Valley   | Laura Ross        | Saskatchewanais |
|  | Regina Rosemont            | Trent Wotherspoon | Néo-démocrate   |
|  | Regina South               | Bill Hutchinson   | Saskatchewanais |
|  | Regina Walsh Acres         | Warren Steinley   | Saskatchewanais |
|  | Regina Wascana Plains      | Christine Tell    | Saskatchewanais |
|  | Rosetown-Elrose            | Jim Reiter        | Saskatchewanais |
|  | Rosthern-Shellbrook        | Scott Moe         | Saskatchewanais |
|  | Saskatchewan Rivers        | Nadine Wilson     | Saskatchewanais |
|  | Saskatoon Centre           | David Forbes      | Néo-démocrate   |
|  | Saskatoon Eastview         | Corey Tochor      | Saskatchewanais |
|  | Saskatoon Fairview         | Jennifer Campeau  | Saskatchewanais |
|  | Saskatoon Greystone        | Rob Norris        | Saskatchewanais |
|  | Saskatoon Massey Place     | Cam Broten        | Néo-démocrate   |
|  | Saskatoon Meewasin         | Roger Parent      | Saskatchewanais |
|  | Saskatoon Northwest        | Gordon Wyant      | Saskatchewanais |
|  | Saskatoon Nutana           | Cathy Sproule     | Néo-démocrate   |
|  | Saskatoon Riversdale       | Danielle Chartier | Néo-démocrate   |
|  | Saskatoon Silver Springs   | Ken Cheveldayoff  | Saskatchewanais |
|  | Saskatoon Southeast        | Don Morgan        | Saskatchewanais |
|  | Saskatoon Sutherland       | Paul Merriman     | Saskatchewanais |
|  | Swift Current              | Brad Wall         | Saskatchewanais |
|  | The Battlefords            | Herb Cox          | Saskatchewanais |
|  | Thunder Creek              | Lyle Stewart      | Saskatchewanais |
|  | Weyburn-Big Muddy          | Dustin Duncan     | Saskatchewanais |
|  | Wood River                 | Yogi Huyghebaert  | Saskatchewanais |
|  | Yorkton                    | Greg Ottenbreit   | Saskatchewanais |

Notes

## Changement durant la législature
| Nombre de sièges par parti et date | Nombre de sièges par parti et date | 2011  | 2014   | 2014   | 2015  | 2015   |
| Nombre de sièges par parti et date | Nombre de sièges par parti et date | Nov 7 | Sep 30 | Nov 14 | Mar 9 | Dec 31 |
| ---------------------------------- | ---------------------------------- | ----- | ------ | ------ | ----- | ------ |
|                                    | Saskatchewanais                    | 49    | 48     | 49     | 48    | 47     |
|                                    | Néo-démocrate                      | 9     | 9      | 9      | 9     | 9      |
|                                    | Total                              | 58    | 57     | 58     | 57    | 56     |
| Vacant                             | 0                                  | 1     | 0      | 1      | 2     |        |
| Majorité                           | 40                                 | 39    | 40     | 39     | 38    |        |

| Évolution du nombre de députés durant la 26e législature | Évolution du nombre de députés durant la 26e législature | Évolution du nombre de députés durant la 26e législature | Évolution du nombre de députés durant la 26e législature | Évolution du nombre de députés durant la 26e législature | Évolution du nombre de députés durant la 26e législature |
|                                                          | Date                                                     | Nom                                                      | Circonscription                                          | Parti                                                    | Raison                                                   |
| -------------------------------------------------------- | -------------------------------------------------------- | -------------------------------------------------------- | -------------------------------------------------------- | -------------------------------------------------------- | -------------------------------------------------------- |
|                                                          | 7 novembre 2011                                          | Voir liste des membres                                   | Voir liste des membres                                   | Voir liste des membres                                   | Élections générales de 2011                              |
|                                                          | 30 septembre 2014                                        | Tim McMillan                                             | Lloydminster                                             | Saskatchewanais                                          | Démission                                                |
|                                                          | 14 novembre 2014                                         | Colleen Young                                            | Lloydminster                                             | Saskatchewanais                                          | Élu lors d'une élection partielle                        |
|                                                          | 9 mars 2015                                              | Darryl Hickie                                            | Prince Albert Carlton                                    | Saskatchewanais                                          | Démission                                                |
|                                                          | 18 octobre 2010                                          | Rob Norris                                               | Saskatoon Greystone                                      | Saskatchewanais                                          | Démissionne                                              |